# Rolliks
Rolliks (Oekraïens: Роллік'с, soms geromaniseerd tot: Rollix) is een Oekraïense Nu-metalband. De band werd in 2001 opgericht in Cherson als Rolex. 

## Bandleden
- Dmytro Ihnatov – zang
- Maksym Misjtsjenko – gitaar
- Oleksandr Moerasjov – basgitaar
- Oleksandr Andrienko – drums

## Discografie
- 2007 – MikrOFF/ONna pereVIRKA
- 2012 – Peretvorysja na zbrojoe